# 마오우쑤 사막

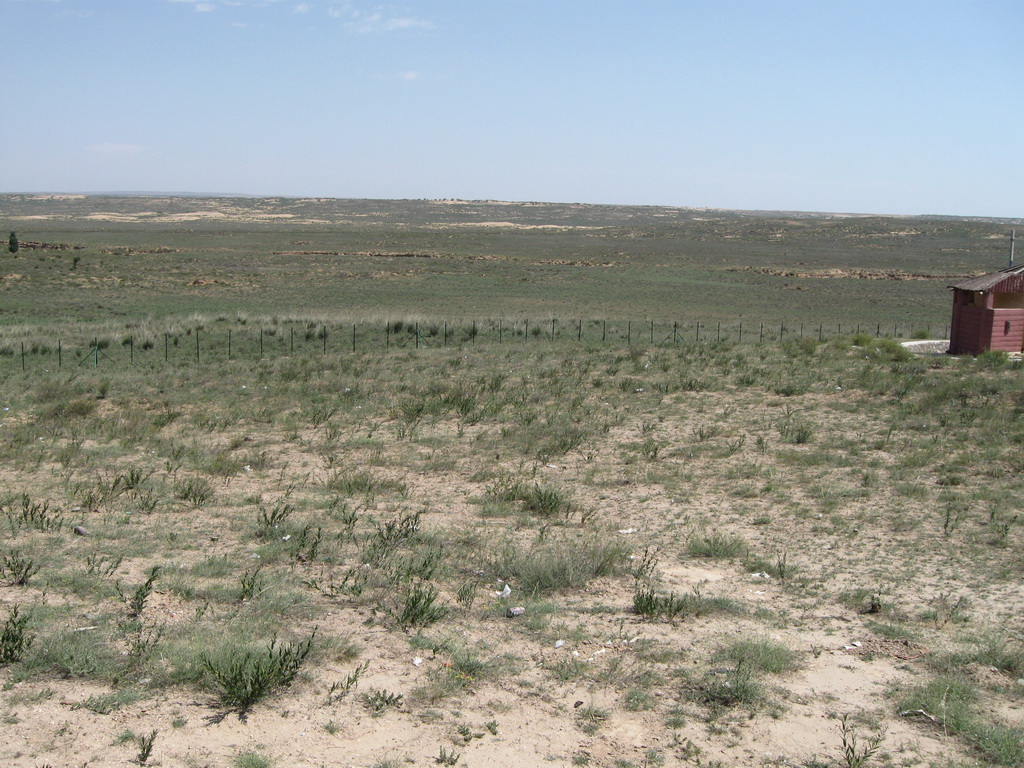

마오우쑤 사막(毛乌素沙漠) 또는 마오우쑤 모래땅'(毛乌素沙地)은 내몽골 자치구 서부의 사막 또는 반사막 지대이다. 강수량이 250 mm 이상이므로 엄밀히는 반사막지대로, 모래땅으로 된 반사막지역을 묶은 중국의 4대 사지를 이룬다.